# Якобсон, Валентин
Валентин Якобсон (латыш. Valentīns Jākobsons; 27 мая 1922 — 19 ноября 2005) — латвийский писатель и переводчик.

## Биография
Родился в семье юриста. Окончил Французский лицей в Риге (1941), после чего 14 июня того же года был выслан вместе с семьёй в Васюганский район Новосибирской области. С 1945 г. жил в Томске, работал на подшипниковом заводе. В 1947 г. арестован и приговорён к 25 годам строгого режима, отбывал наказание в ИТЛ в Норильске. В 1955 г. освобождён и реабилитирован.
С 1956 г. жил и работал в Риге. В 1957—1964 гг. в Латвийском театре кукол. В 1964—1982 гг. заведовал группой кукольной анимации на Рижской киностудии, был директором картины на съёмках 26 анимационных фильмов для детей и взрослых (главным образом режиссёра Арнольда Бурова), в четырёх фильмах выступил также как автор сценария: «Подарок из Африки», «Полусказка» (оба 1975, в соавторстве с А. Буровым), «Что же делать?» (латыш. Ko tagad darīt?; 1978), «Так они и жили…» (латыш. Tā viņi dzīvoja...; 1982, реж. Гунарс Трейбергс).
В 1978 г. дебютировал как прозаик в журнале Literatūra un Māksla. Опубликовал три книги рассказов — «Завтрак на траве» (латыш. Brokastis zaļumos; 1986), «Завтрак на севере» (латыш. Brokastis ziemeļos; 1992) и «Завтрак в полночь» (латыш. Brokastis pusnaktī; 1995), а также несколько более поздних произведений в периодике.
Перевёл с русского языка на латышский стихи Николая Гумилёва (1991), «Колымские рассказы» Варлама Шаламова (1994), сборник документов и воспоминаний «Нарымская хроника, 1930—1945. Трагедия спецпереселенцев» (1999).
Кавалер Ордена Трёх звёзд (2003). Награждён Почётной грамотой Кабинета Министров Латвии (2005).